# Richard Strebinger
Richard Strebinger (Wiener Neustadt, 14 febbraio 1993) è un calciatore austriaco, portiere del Kapfenberger.

## Carriera

### Club
Dopo essere cresciuto nei settori giovanili di squadre come Sankt Pölten e Hertha Berlino, nel 2012 passa al Werder Brema. Debutta in Bundesliga il 7 dicembre 2014, in occasione della partita persa per 5-2 contro l'Eintracht Francoforte, sostituendo al 59º minuto il titolare Raphael Wolf, infortunatosi in uno scontro di gioco.
Il 27 gennaio 2015 viene ceduto in prestito al Jahn Regensburg. Il 29 giugno seguente si trasferisce a titolo definitivo al Rapid Vienna, firmando un quadriennale.

### Nazionale
Dopo varie presenze con le nazionali Under-17, Under-18, Under-19 ed Under-21, nel 2018 ha esordito in nazionale.

## Statistiche

### Presenze e reti nei club
Statistiche aggiornate al 3 gennaio 2018.
| Stagione                 | Squadra                  | Campionato               | Campionato | Campionato | Coppe nazionali | Coppe nazionali | Coppe nazionali | Coppe continentali | Coppe continentali | Coppe continentali | Altre coppe | Altre coppe | Altre coppe | Totale | Totale | Totale |
| Stagione                 | Squadra                  | Comp                     | Pres       | Reti       | Comp            | Pres            | Reti            | Comp               | Pres               | Reti               | Comp        | Pres        | Reti        | Pres   | Reti   |        |
| ------------------------ | ------------------------ | ------------------------ | ---------- | ---------- | --------------- | --------------- | --------------- | ------------------ | ------------------ | ------------------ | ----------- | ----------- | ----------- | ------ | ------ | ------ |
| 2010-2011                | Hertha Berlino II        | RL                       | 12         | -17        | -               | -               | -               | -                  | -                  | -                  | -           | -           | -           | 12     | -17    |        |
| 2011-2012                | Hertha Berlino II        | RL                       | 14         | -29        | -               | -               | -               | -                  | -                  | -                  | -           | -           | -           | 14     | -29    |        |
| Totale Hertha Berlino II | Totale Hertha Berlino II | Totale Hertha Berlino II | 26         | -46        |                 | -               | -               |                    | -                  | -                  |             | -           | -           | 26     | -46    |        |
| 2012-2013                | Werder Brema II          | RL                       | 22         | -30        | -               | -               | -               | -                  | -                  | -                  | -           | -           | -           | 22     | -30    |        |
| 2013-2014                | Werder Brema II          | RL                       | 14         | -9         | -               | -               | -               | -                  | -                  | -                  | -           | -           | -           | 14     | -9     |        |
| ago.-nov. 2014           | Werder Brema II          | RL                       | 5          | -4         | -               | -               | -               | -                  | -                  | -                  | -           | -           | -           | 5      | -4     |        |
| Totale Werder Brema II   | Totale Werder Brema II   | Totale Werder Brema II   | 41         | -43        |                 | -               | -               |                    | -                  | -                  |             | -           | -           | 41     | -43    |        |
| 2014-gen. 2015           | Werder Brema             | BL                       | 2          | -6         | CG              | 0               | 0               | -                  | -                  | -                  | -           | -           | -           | 2      | -6     |        |
| gen.-giu. 2015           | Jahn Regensburg          | 3.L                      | 14         | -20        | CG              | -               | -               | -                  | -                  | -                  | -           | -           | -           | 14     | -20    |        |
| 2015-2016                | Rapid Vienna             | BL                       | 23         | -22        | CA              | 4               | -4              | UCL+UEL            | 0+4                | 0 + -12            | -           | -           | -           | 31     | -38    |        |
| 2016-2017                | Rapid Vienna             | BL                       | 17         | -21        | CA              | 1               | -1              | UEL                | 4                  | -6                 | -           | -           | -           | 22     | -28    |        |
| 2017-2018                | Rapid Vienna             | BL                       | 20         | -24        | CA              | 1               | 0               |                    | -                  | -                  | -           | -           | -           | 21     | -24    |        |
| Totale Rapid Vienna      | Totale Rapid Vienna      | Totale Rapid Vienna      | 60         | -67        |                 | 6               | -5              |                    | 8                  | -18                |             | -           | -           | 74     | -90    |        |
| Totale carriera          | Totale carriera          | Totale carriera          | 143        | -182       |                 | 6               | -5              |                    | 8                  | -18                |             | -           | -           | 157    | -205   |        |